# Anastassija Karlowytsch
Anastassija Walerijiwna Karlowytsch (ukrainisch Анастасія Валеріївна Карлович, auch Anastasiya Karlovich oder Anastazia Karlovich; * 29. Mai 1982 in Dnipropetrowsk) ist eine ukrainische Schachspielerin und Journalistin. Seit 2000 ist sie Internationale Meisterin der Frauen (WIM) und seit 2003 Großmeisterin der Frauen (WGM). Die erforderlichen WGM-Normen erreichte Karlowytsch im Juni 2001 beim Dniepropetrovsk Cup, im Juli 2002 beim M. Sośnicki-Memorial in Świdnica sowie im Dezember 2002 bei einem Turnier in Kasan.
Karlowytsch spielt seit ihrem achten Lebensjahr Schach. Am Spitzenbrett der ukrainischen Auswahl spielend gewann sie 2000 die Mannschaftseuropameisterschaft der Mädchen.
In der ukrainischen Mannschaftsmeisterschaft spielte Karlowytsch 1999 für die Mriya Großmeisterschule Kiew, 2000 und 2001 für die Tschaika Großmeisterschule sowie 2002 für Sarewo Donezk. In der deutschen Frauenbundesliga spielte sie von 2003 bis 2006 und von 2007 bis 2010 für den SK Großlehna, mit dem sie auch am European Club Cup der Frauen 2008 teilnahm.
Die studierte Rechtswissenschaftlerin ist inzwischen als Journalistin tätig, seit 2006 arbeitet sie regelmäßig als Pressechefin von großen FIDE-Turnieren, wie den Weltmeisterschaften 2012, 2013, 2014 und 2016.